# 高田壽典
高田壽典（Hisanori Takada，1981年5月30日—2022年3月17日），已故退役日本足球運動員，司職守門員。
2022年3月17日，據日本《產經新聞》報道，高田壽典在岐阜縣滑雪時意外身亡，終年40歲。

## 俱樂部生涯
在印尼完成3个月合约后，高田寿典未有注册任何球会，但不断随公民操练，不少赛事也入场观看，季后他将比赛片段上载，又在facebook上留言正寻求落班。
于2007年来到香港后曾经短暂效力于香港流浪 ，于2008年加盟公民。于2011年7月，高田寿典再度来到香港，加盟天水围飞马 ，于天水围飞马更名为太阳飞马后，与潘耀焯一同退休。

## 外部連結
- サムライキーパー高田寿典の挑戦！ 高田寿典公式ブログ （页面存档备份，存于）
- 伊賀タウン情報 YOU - 紙面から(2009/02/13）名張市出身 高田寿典さん 9年目の舞台は香港
- Official Site （页面存档备份，存于）
- Official player profile on TSW Pegasus FC website （页面存档备份，存于）